# Ranella
Genre
Ranella est un genre de mollusques gastéropodes de la famille des Ranellidae.

## Description

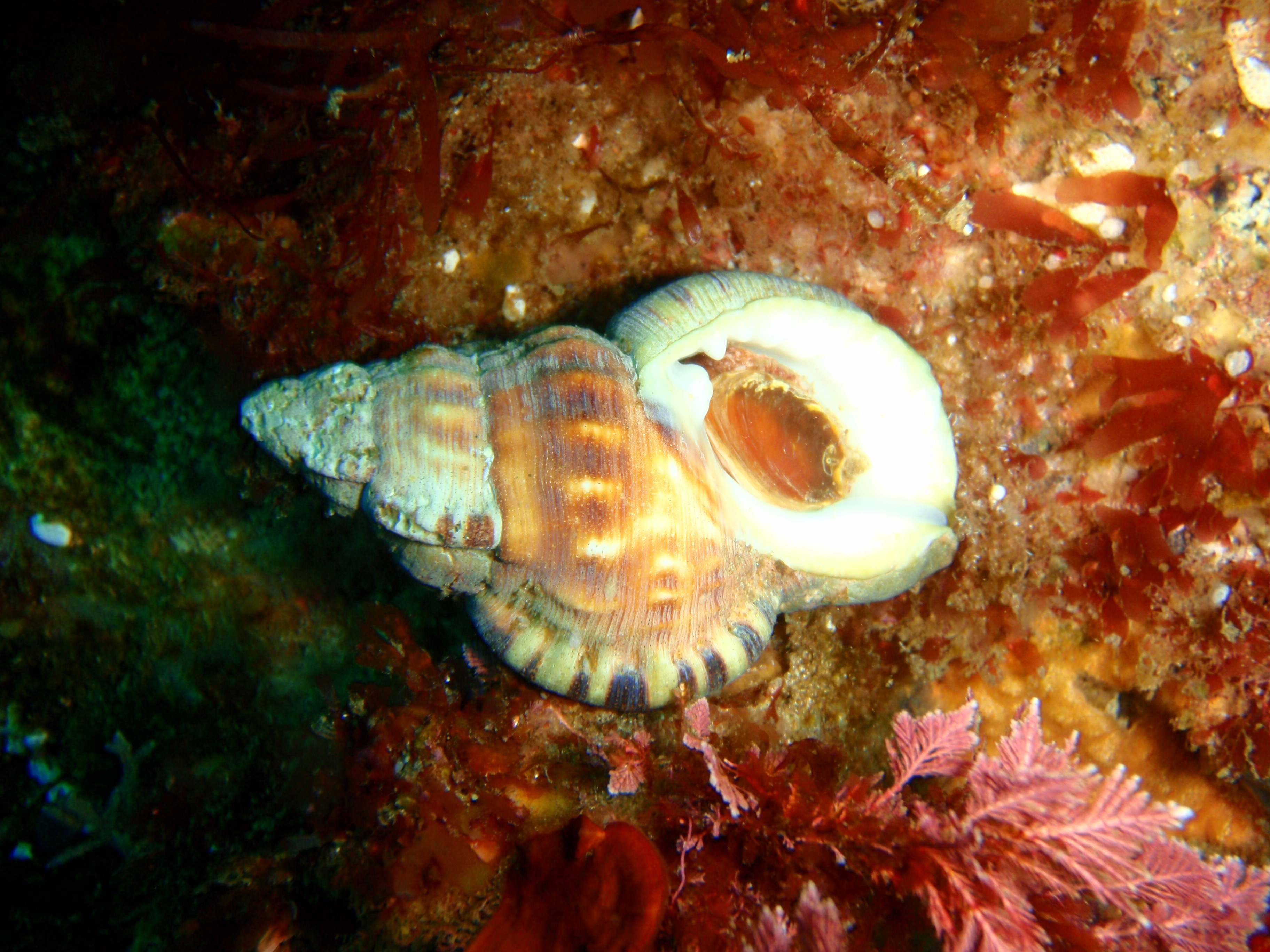
Ranella australasia

## Liste des espèces
Selon World Register of Marine Species (26 janvier 2024) :
- Ranella australasia (G. Perry, 1811)
- Ranella gemmifera (Euthyme, 1889)
- Ranella olearium (Linnaeus, 1758)
- † Ranella bellardii (Weinkauff, 1868)
- † Ranella chilena Beu, 2010
- † Ranella intercostalis (Tate, 1888)
- † Ranella kaiparaensis (H. J. Finlay, 1924)
- † Ranella louellae Beu, 1988
- † Ranella tuomeyi Aldrich, 1886
- † Ranella washingtoniana C. E. Weaver, 1912

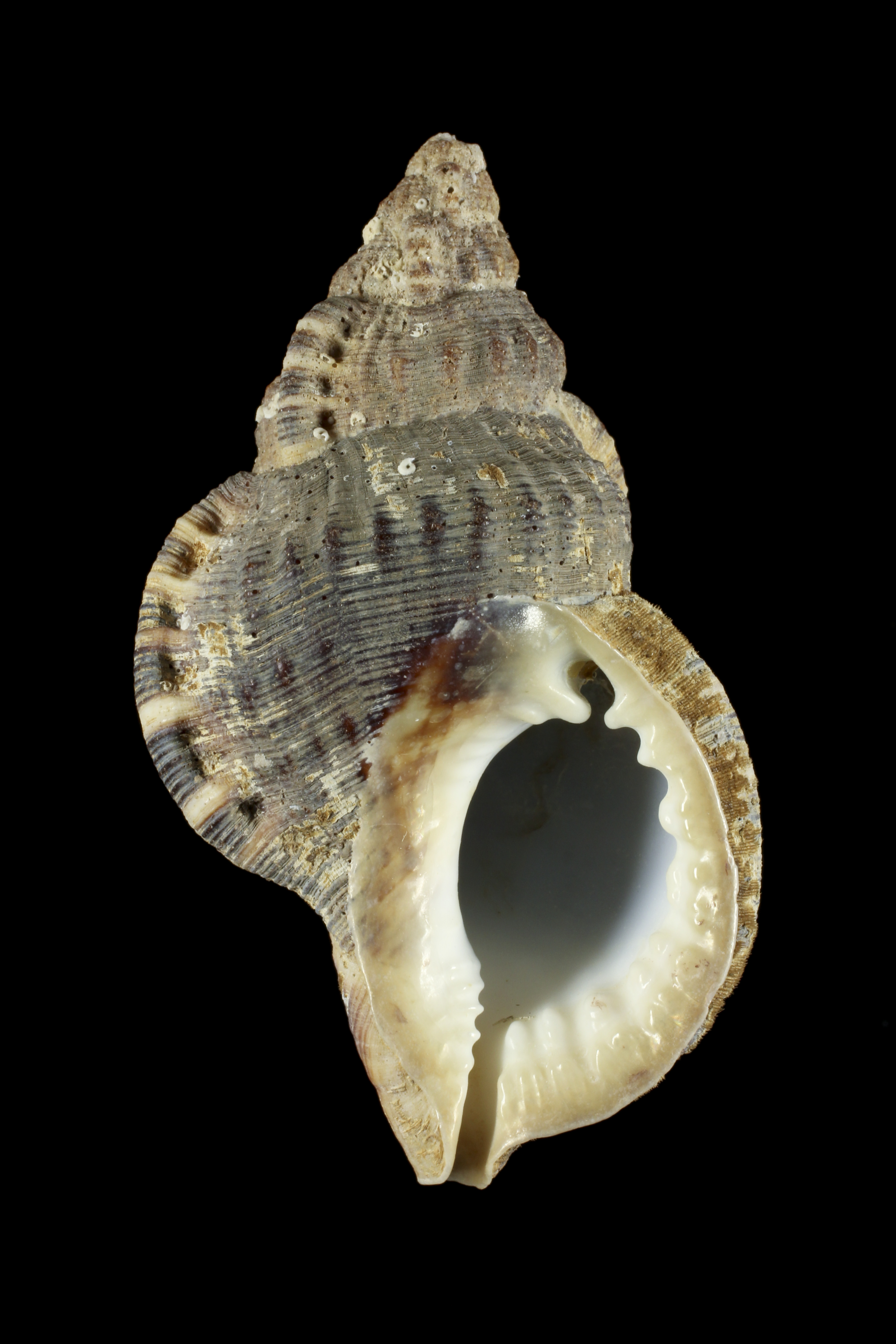
Ranella australasia
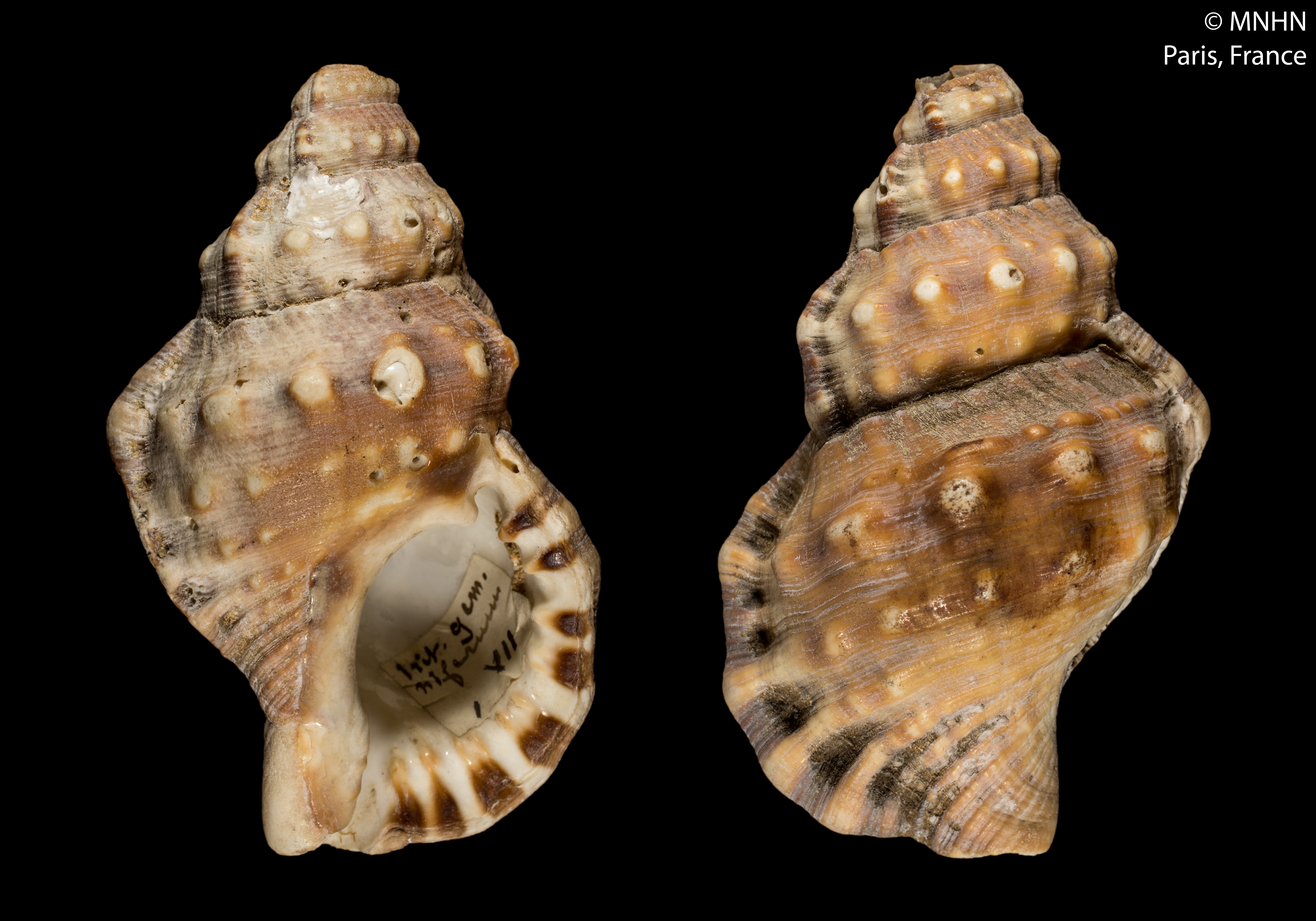
Ranella gemmifera
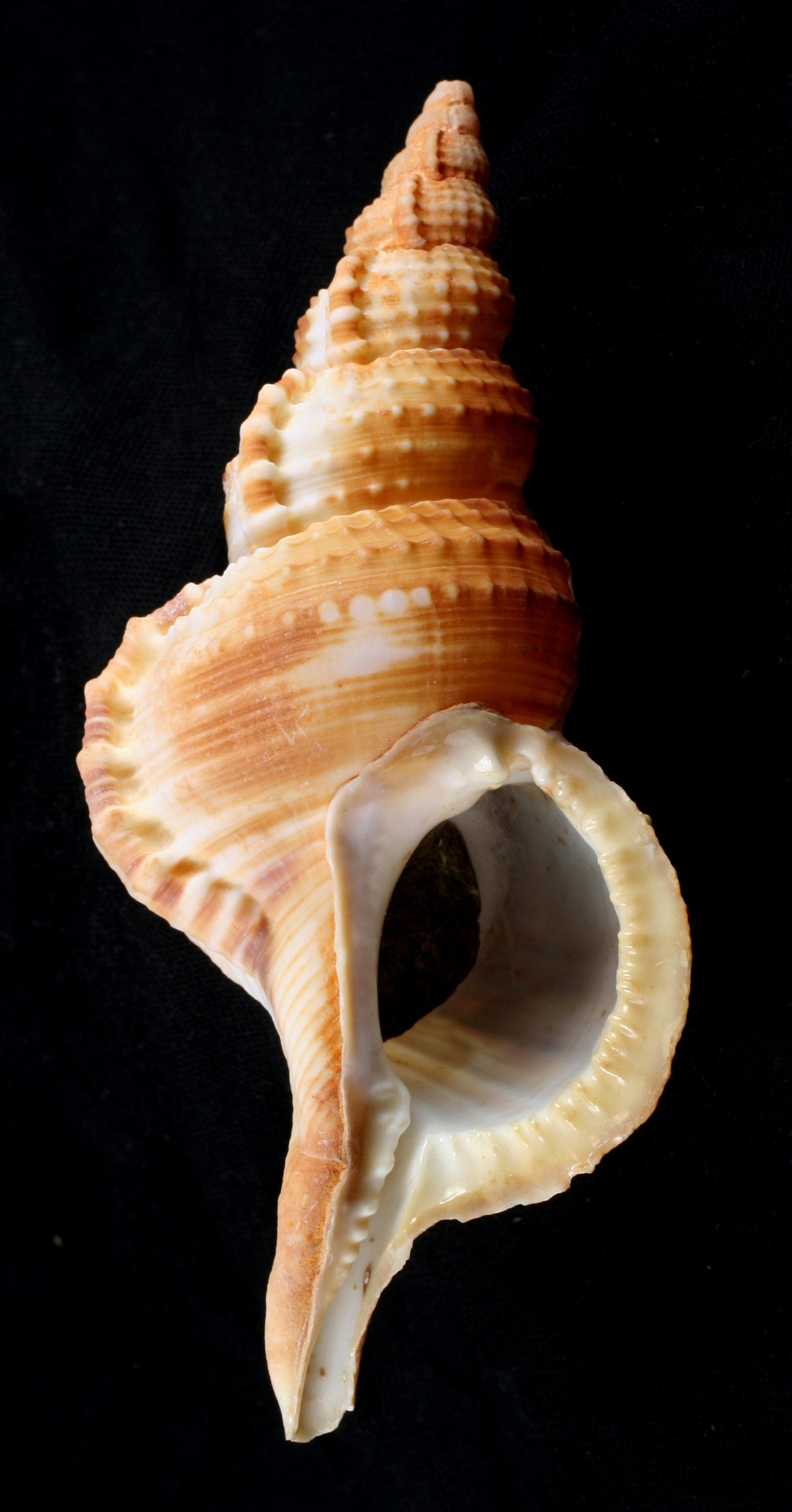
Ranella olearium

## Systématique
Le nom valide complet (avec auteur) de ce taxon est Ranella Lamarck, 1816.
Ranella a pour synonymes :
- Argobuccinum (Ranella) Lamarck, 1816
- Eugyrina Dall, 1904
- Gyrina Schumacher, 1817
- Gyrinopsis Dall, 1925
- Mayena Iredale, 1917
- Ranella (Apollon) Montfort, 1810

## Publication originale
- Lamarck J.B. (1816). Liste des objets représentés dans les planches de cette livraison. In Tableau encyclopédique et méthodique des trois règnes de la Nature, Mollusques et Polypes divers. Agasse, Paris. 16 pp.